# كورنيليو فاديم تودور
كورنيليو فاديم تودور هو صحفي وشاعر وسياسي روماني، ولد في 28 نوفمبر 1949 في بوخارست في رومانيا، وتوفي بنفس المكان في 14 سبتمبر 2015 بسبب نوبة قلبية.

## مناصب
- انتخب ممثل الجمعية البرلمانية لمجلس أوروبا [الإنجليزية]‏ لترشحه ضمن قائمة رومانيا، (22 يناير 2001 – 23 سبتمبر 2002).
- في انتخابات البرلمان الأوروبي 2009، انتخب عضو في البرلمان الأوروبي عن دائرة رومانيا [الإنجليزية]‏ لترشحه ضمن قائمة Greater Romania Party [الإنجليزية]‏، وقد انضم خلال فترته النيابية (14 يوليو 2009 – 30 يونيو 2014) للكتلة البرلمانية غير مرتبطين.
- انتخب عضو مجلس شيوخ رومانيا ‏.
- انتخب عضو في البرلمان الأوروبي عن دائرة رومانيا [الإنجليزية]‏ (14 يوليو 2009 – 1 يوليو 2014).

## وصلات خارجية
- كورنيليو فاديم تودور على موقع مونزينجر (الألمانية)
- كورنيليو فاديم تودور على موقع ديسكوغز (الإنجليزية)